# 정몽필
정몽필(鄭夢弼,  1934년 1월 1일 ~ 1982년 4월 29일)은 대한민국의 기업인이다.

## 학력
- 1952년 서울상업고등학교 졸업
- 1956년 연세대학교 경영학 학사
- 1961년 연세대학교 경영대학원 MBA

## 생애
정몽필은 1934년 강원도 통천에서  정주영의 장남으로 태어났다.결혼 후 10년 만에 첫 사업을 시작했으나 경영방식의 갈등과 부실한 실적으로 아버지와 사이가 소원해져서 결국 그는 가족들과 함께 영국으로 이민을 떠나게 된다. 이후 3년 뒤 귀국하여 인천제철(현 현대제철)의 사장으로 취임하여 재직하던 중 취임 1년 4개월 만인 1982년 4월 29일에 경상북도 김천의 경부고속도로에서 대한통운 소속 트레일러와 추돌 후 차량 엔진 화재로 인해 사망하였다.

## 가족 관계
- 할아버지 : 정봉식 (1884 ~ 1946)
- 할머니 : 한성실 (1886 ~ 1953)
  - 아버지 : 정주영 (1915 ~ 2001)
  - 숙부 : 정인영 (1920 ~ 2006)
  - 숙부 : 정순영 (1922 ~ 2005)
  - 고모 : 정희영 (1925 ~ 2015)
  - 숙부 : 정세영 (1928 ~ 2005)
  - 숙부 : 정신영 (1931 ~ 1962)
  - 숙부 : 정상영 (1936 ~ 2021)
- 생외할아버지 : 미상 (평민 출신 이장)
  - 생모 : 미상 (1917 ~ 1996)
  - 계부 : 미상 (해방 후 생존)
- 양외할아버지 : 변상엽 (해방 후 생존)
- 양외할머니 : 김영미
  - 양외삼촌 : 변인석 (1914 ~ ?)
  - 양모 : 변중석 (1921 ~ 2007)
    - 배우자 : 이양자 (1943 ~ 1990)
      - 장녀 : 정은희 (1971 ~ )
      - 차녀 : 정유희 (1973 ~ )
      - 사위  :김지용 (이혼, 김석원 쌍용그룹 회장 장남)

    - 남동생 : 정몽구 (1938 ~ )
    - 남동생 : 정몽근 (1942 ~ )
    - 여동생 : 정경희 (1944 ~ )
    - 남동생 : 정몽우 (1945 ~ 1990)
    - 남동생 : 정몽헌 (1948 ~ 2003)
    - 남동생 : 정몽준 (1951 ~ )
    - 남동생 : 정몽윤 (1955 ~ )

  - 계모 : 미상
    - 남동생 : 정몽일 (1959 ~ )

  - 계모 : 김경희 (1953 ~ )
    - 여동생 : 정정인 (1979 ~ )
    - 여동생 : 정정임 (1981 ~ )